# Pentilparabeno
Pentilparabeno é um dos parabenos, de fórmula C5H10(C6H4(OH)COO). Ele é o éster amílico do ácido para-hidroxibenzoico e é utilizado como agente antimicrobial.